# Polifem

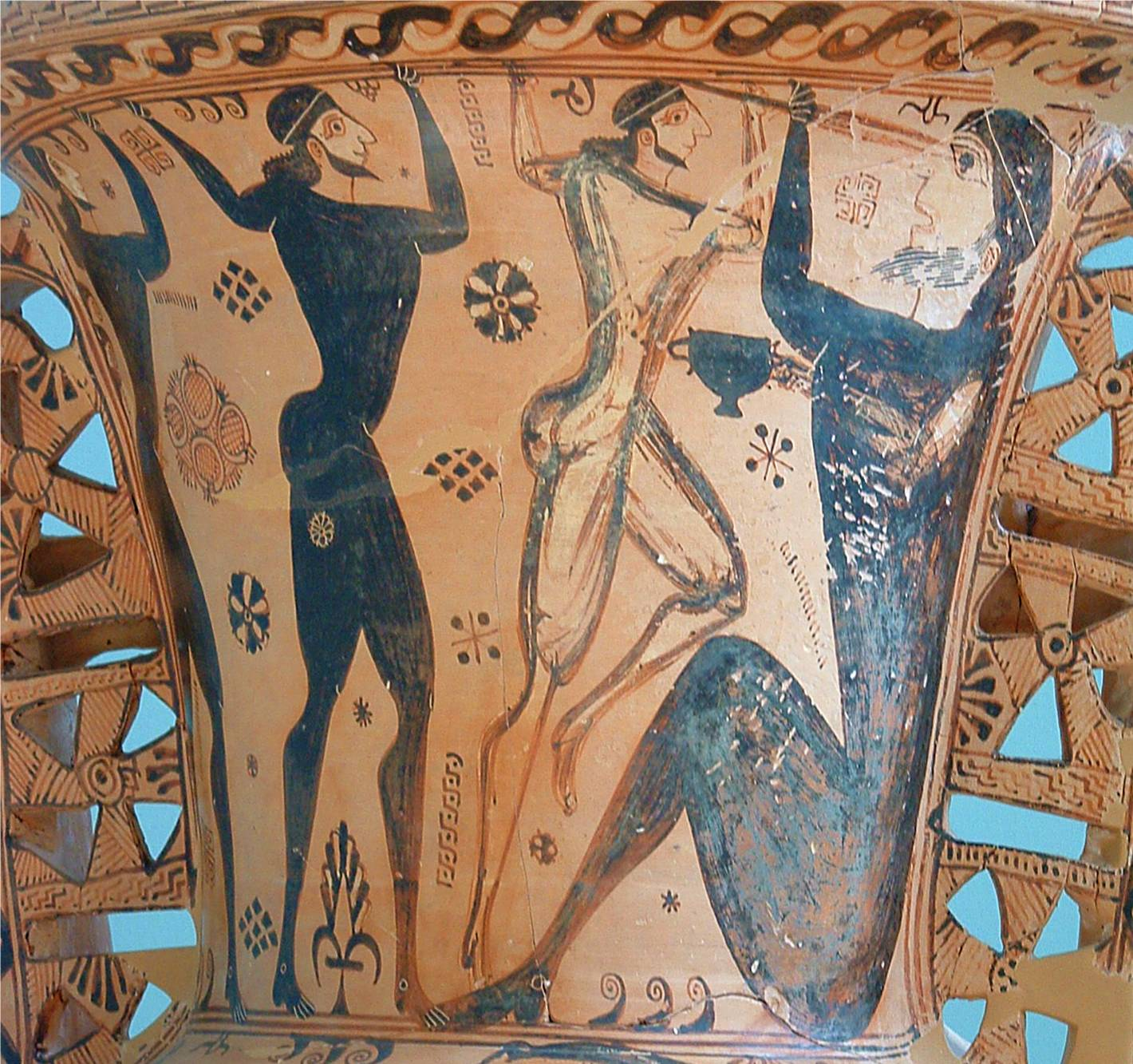
Ulise și camarazii săi îl orbesc pe Polifem (detaliu de pe o amforă datată aproximativ 650 î.Hr. - muzeul din Eleusis)

Polyphemos sau Polifem (în greacă veche Πολύφημος) este un ciclop, personaj al mitologiei grecești, fiul lui Poseidon și al Thoosei.
Polifem are un rol important în Odiseea lui Homer: i-a atras pe camarazii lui Ulise într-o peșteră și a devorat pe șase dintre ei. Printr-o stratagemă, Ulise l-a orbit și împreună cu cei rămași în viață și-a reluat drumul pe mare. Ciclopul a cerut ajutor lui Poseidon și acesta i-a vânat pe ahei pe mare, stârnind furtuni puternice, din care totuși Ulise a scăpat cu bine.